# پگاه‌غول‌چهره
پگاه‌غول‌چهره(نام علمی: Eotitanops) نام یک سرده از تیره تندرددان است.